# П'єр Фламіон
П'єр Фламіон (фр. Pierre Flamion, 13 березня 1924, Моон — 3 січня 2004, Діжон) — французький футболіст, що грав на позиції нападника. По завершенні ігрової кар'єри — тренер. Виступав, зокрема, за клуби «Реймс», у складі якого став чемпіоном Франції та володарем Кубка Франції, а також «Марсель», «Ліон», і національну збірну Франції.

## Клубна кар'єра
П'єр Фламіон народився в 1924 році в місті Моон. У 1944 році розпочав виступи на футбольних полях у складі команди «Реймс-Кампаньє». У цьому ж році він перейшов до складу команди «Реймс», який на той час був одним із лідерів французького футболу, та грав у його складі до 1950 року. У складі «Реймса» Фламіон був одним з головних бомбардирів команди, та відзначився 65 забитими м'ячами в 152 проведених матчах. У складі команди він також виборов титули чемпіона Франції та володаря Кубка Франції.
У 1950 році нападник уклав контракт з клубом «Марсель», у складі якого провів наступний сезон своєї кар'єри гравця. У складі марсельської команди він також був одним з основних бомбардирів клубу, відзначившись 11 голами у 29 проведених матчах.
У 1951 році Фламіон став гравцем клубу «Ліон», проте в його складі не відзначався великою результативністю, і наступного року футболіст перейшов до складу клубу «Труа-Савіньієнн», де став одним із головних бомбардирів клубу, до 1957 року відзначившись 73 забитими голами в 159 проведених матчах. У 1957—1959 роках Фламіон був граючим головним тренером у команді «Лімож», після чого завершив кар'єру футболіста.

## Виступи за збірну
1948 року дебютував в офіційних матчах у складі національної збірної Франції.
Загалом протягом кар'єри в національній команді, яка тривала 6 років, провів у її формі 17 матчів, забивши 8 голів.

## Кар'єра тренера
П'єр Фламіон розпочав тренерську кар'єру у 1957 році, ставши граючим тренером клубу «Лімож». У 1962—1968 році колишній нападник очолював клуб «Шомон». У 1968 році Фламіон став головним тренером команди «Мец», тренував команду з Меца два роки. У 1971—1975 роках він очолював клуб «Труа-Об». У 1975—1978 роках Фламіон очолював свій колишній клуб «Реймс», після чого в 1979—1981 роках очолював клуб «Тьйонвілль». У 1983—1987 роках тренер знову працював із клубом «Шомон».
Останнім місцем тренерської роботи П'єра Фламіона був клуб «Труа», головним тренером команди якого він був з 1992 по 1993 рік.
Помер П'єр Фламіон 3 січня 2004 року на 80-му році життя у місті Діжон.

## Титули і досягнення
- Чемпіон Франції (1):

«Реймс»: 1948–1949
- Володар Кубка Франції (1):

«Реймс»: 1949—1950